# Vidal Ramos
Vidal Ramos este un oraș și o municipalitate din statul Santa Catarina din regiunea de sud a Braziliei.